# Утёс-Большевик
Утёс-Большевик — обрывистый мыс на восточной стороне острова Врангеля.
Назван начальником острова Врангеля А. И. Минеевым в 1929 году. Нанесён на карту К. А. Салищевым в 1933 году.